# Конщино
Конщино   — деревня  в  Смоленской области России,  в Глинковском районе. Население – 19 жителей (2007 год)   Расположена в центральной части области  в 10 км к западу от села Глинка,  в 14 км северо-западнее  автодороги Р96 Новоалександровский(А101)- Спас-Деменск — Ельня — Починок, на берегу реки Добра.  В 8 км севернее деревни железнодорожная станция Добромино на линии Смоленск  - Сухиничи, Входит в состав Белохолмского сельского поселения.   

## История
В годы Великой Отечественной войны деревня была оккупирована гитлеровскими войсками в июле 1941 года, освобождена в ходе Ельнинско-Дорогобужской операции в 1943 году.